# Kurtyna w górę
Kurtyna w górę (właściwie Kabaret Olgi Lipińskiej) – cykl telewizyjnych programów kabaretowych Olgi Lipińskiej, który był bezpośrednim następcą cyklu Właśnie leci kabarecik. Kurtyna w górę to nieformalny tytuł cyklu, który w rzeczywistości nosił tytuł Kabaret Olgi Lipińskiej, ale przylgnął do niego z czasem, dla odróżnienia od nowej serii kabaretów realizowanej w latach 1990-2005.
Miejscem akcji był mały teatrzyk rewiowy (scena, kulisy i gabinet dyrekcji), w którym stale próbowano doprowadzić do powstania spektaklu, jednak nigdy się to nie udawało. W zamierzeniu autorki to miała być zawoalowana aluzja do sytuacji w kraju na przełomie lat 70. i 80. XX wieku.
Kabaret był premierowo emitowany w ramach bloku programowego Tylko w niedzielę. Produkcję programu przerwano wbrew woli autorki w 1981 roku, kiedy 13 grudnia został wprowadzony stan wojenny. Dzień wcześniej, do późnych godzin wieczornych, nagrywano nigdy nie ukończony potem odcinek pt. Blondynka. Trzy lata później kabaret na krótko powrócił na antenę.

## Obsada
| Aktor                | Rola                                         | Okres występowania    |
| -------------------- | -------------------------------------------- | --------------------- |
| Janusz Gajos         | woźny Turecki                                | 1977–1981, 1984       |
| Jan Kobuszewski      | pan Janek, przewodniczący Związku Zawodowego | 1977–1981             |
| Wojciech Pokora      | pan Dyrektor                                 | 1977–1979             |
| Janusz Rewiński      | dyrektor Misiek                              | 1978, 1980–1981, 1984 |
| Barbara Wrzesińska   | panna Basieńka                               | 1977–1981, 1984       |
| Krystyna Sienkiewicz | panna Krysia                                 | 1978–1979             |
| Piotr Fronczewski    | pan Piotruś                                  | 1977–1980, 1984       |
| Marek Kondrat        | pan Marek                                    | 1979, 1981, 1984      |
| Izabella Olejnik     | Bellissima                                   | 1980–1981, 1984       |
| Iwona Biernacka      | Mała                                         | 1980–1981, 1984       |
| Tadeusz Kwinta       | Myszowaty                                    | 1979–1981, 1984       |
| Czesław Majewski     | pan Czesio                                   | 1977–1981, 1984       |

Gościnnie w programie wystąpili m.in. Maryla Rodowicz, Magdalena Zawadzka, Krzysztof Kowalewski, Witold Dębicki, Wiktor Zborowski, Joachim Lamża, Joanna Żółkowska, Sylwester Maciejewski, Kazimierz Brusikiewicz, Bohdan Łazuka, Jacek Czyż, Jan Tadeusz Stanisławski czy Krzysztof Stroiński.

## Lista odcinków
W tabeli podano nazwiska aktorów występujących tylko w premierowych skeczach i piosenkach (nie uwzględniono powtórek).
| Numer programu | Tytuł | Data premiery        | Dzień tygodnia i godzina emisji | Źródło |
| -------------- | --- | -------------------- | ------------------------------- | ------ |
| I              | Kaloryfery | 11 grudnia 1977      | niedziela 22:55                 | [ 4 ]  |
| I              | Wystąpili: Barbara Wrzesińska, Magdalena Zawadzka, Witold Dębicki, Piotr Fronczewski, Janusz Gajos, Jan Kobuszewski, Krzysztof Kowalewski, Krzysztof Majchrzak, Wojciech Pokora, Wiktor Zborowski, Czesław Majewski |                      |                                 |        |
| II             | Rury | 15 stycznia 1978     | niedziela 21:55                 | [ 6 ]  |
| II             | Wystąpili: Barbara Wrzesińska, Janusz Gajos, Jan Kobuszewski, Krzysztof Kowalewski, Wojciech Pokora, Czesław Majewski, Marek Siudym                                                                                 |                      |                                 |        |
| III            | Komisja | 26 lutego 1978       | niedziela 22:20                 | [ 8 ]  |
| III            | Wystąpili: Barbara Wrzesińska, Krystyna Sienkiewicz, Witold Dębicki, Joachim Lamża, Janusz Gajos, Jan Kobuszewski, Wojciech Pokora, Czesław Majewski, Marta Bochenek                                                |                      |                                 |        |
| IV             | Premiera | 16 kwietnia 1978     | niedziela 21:55                 | [ 10 ] |
| IV             | Wystąpili: Barbara Wrzesińska, Krystyna Sienkiewicz, Janusz Gajos, Jan Kobuszewski, Wojciech Pokora, Czesław Majewski, Zofia Rudnicka                                                                               |                      |                                 |        |
| V              | Kontrola | 22 października 1978 | niedziela 22:40                 | [ 12 ] |
| V              | Wystąpili: Barbara Wrzesińska, Krystyna Sienkiewicz, Witold Dębicki, Joanna Żółkowska, Piotr Fronczewski, Janusz Gajos, Jan Kobuszewski, Wojciech Pokora                                                            |                      |                                 |        |
| VI             | Gwiazda | 19 listopada 1978    | niedziela 22:55                 | [ 14 ] |
| VI             | Wystąpili: Maryla Rodowicz, Janusz Rewiński, Barbara Wrzesińska, Krystyna Sienkiewicz, Janusz Gajos, Jan Kobuszewski, Wojciech Pokora, Marta Bochenek                                                               |                      |                                 |        |
| VII            | Publiczność | 28 stycznia 1979     | niedziela 22:50                 | [ 16 ] |
| VII            | Wystąpili: Barbara Wrzesińska, Krystyna Sienkiewicz, Piotr Fronczewski, Janusz Gajos, Jan Kobuszewski, Wojciech Pokora, Jerzy Derfel                                                                                |                      |                                 |        |
| VIII           | Pieczarki | 25 marca 1979        | niedziela 23:00                 | [ 18 ] |
| VIII           | Wystąpili: Barbara Wrzesińska, Krystyna Sienkiewicz, Kazimierz Brusikiewicz, Bohdan Łazuka, Piotr Fronczewski, Janusz Gajos, Jan Kobuszewski, Wojciech Pokora, Marta Bochenek, Czesław Majewski                     |                      |                                 |        |
| IX             | Revue | 29 kwietnia 1979     | niedziela 23:05                 | [ 20 ] |
| IX             | Wystąpili: Barbara Wrzesińska, Magdalena Zawadzka, Irena Szewczykówna, Piotr Fronczewski, Janusz Gajos, Jan Kobuszewski, Wojciech Pokora, Marek Kondrat, Sylwester Maciejewski, Czesław Majewski, Zofia Rudnicka    |                      |                                 |        |
| X              | Dyrekcja | 29 lipca 1979        | niedziela 22:50                 | [ 22 ] |
| X              | Wystąpili: Maryla Rodowicz, Magdalena Zawadzka, Piotr Fronczewski, Janusz Gajos, Jan Kobuszewski, Marek Kondrat, Jacek Czyż, Marta Bochenek, Czesław Majewski                                                       |                      |                                 |        |
| XI             | Duchy | 25 listopada 1979    | niedziela 22:30                 | [ 24 ] |
| XI             | Wystąpili: Piotr Fronczewski, Marek Kondrat |                      |                                 |        |
| XII            | Gość | 26 grudnia 1979      | środa 22:45                     | [ 26 ] |
| XII            | Wystąpili: Maryla Rodowicz, Janusz Gajos, Jan Kobuszewski, Marek Kondrat, Tadeusz Kwinta, Zofia Rudnicka, Czesław Majewski                                                                                          |                      |                                 |        |
| XIII           | Niespodzianka | 8 czerwca 1980       | niedziela 22:40                 | [ 28 ] |
| XIII           | Wystąpili: Iwona Biernacka, Izabella Olejnik, Barbara Wrzesińska, Janusz Gajos, Jan Kobuszewski, Tadeusz Kwinta, Jan Tadeusz Stanisławski, Czesław Majewski                                                         |                      |                                 |        |
| XIV            | List | 28 września 1980     | niedziela 22:30                 | [ 30 ] |
| XIV            | Wystąpili: Janusz Rewiński, Iwona Biernacka, Izabella Olejnik, Barbara Wrzesińska, Janusz Gajos, Jan Kobuszewski, Tadeusz Kwinta, Marta Bochenek                                                                    |                      |                                 |        |
| XV             | Jubileusz | 14 grudnia 1980      | niedziela 22:15                 | [ 32 ] |
| XV             | Wystąpili: Janusz Rewiński, Iwona Biernacka, Izabella Olejnik, Barbara Wrzesińska, Piotr Fronczewski, Janusz Gajos, Jan Kobuszewski, Tadeusz Kwinta, Czesław Majewski                                               |                      |                                 |        |
| XVI            | Jajko | 8 lutego 1981        | niedziela 22:15                 | [ 34 ] |
| XVI            | Wystąpili: Janusz Rewiński, Iwona Biernacka, Izabella Olejnik, Krystyna Tkacz, Marek Kondrat, Janusz Gajos, Jan Kobuszewski, Tadeusz Kwinta, Czesław Majewski                                                       |                      |                                 |        |
| XVII           | Chór | 12 kwietnia 1981     | niedziela 20:20                 | [ 36 ] |
| XVII           | Wystąpili: Janusz Rewiński, Iwona Biernacka, Izabella Olejnik, Marek Kondrat, Janusz Gajos, Jan Kobuszewski, Tadeusz Kwinta, Krzysztof Stroiński                                                                    |                      |                                 |        |
| XVIII          | Misiek | 4 października 1981  | niedziela 22:00                 | [ 38 ] |
| XVIII          | Wystąpili: Janusz Rewiński, Iwona Biernacka, Izabella Olejnik, Barbara Wrzesińska, Marek Kondrat, Janusz Gajos, Jan Kobuszewski, Tadeusz Kwinta, Zofia Rudnicka                                                     |                      |                                 |        |
| XIX            | Blondynka/Alternatywa | 1 stycznia 1984      | niedziela 23:30                 | [ 40 ] |
| XIX            | Wystąpili: Janusz Rewiński, Iwona Biernacka, Izabella Olejnik, Barbara Wrzesińska, Piotr Fronczewski, Marek Kondrat, Janusz Gajos, Jan Kobuszewski (fragment z 1981 roku), Tadeusz Kwinta, Czesław Majewski         |                      |                                 |        |
| XX             | Jak się nie kręć... | 29 grudnia 1984      | sobota 22:35                    | [ 42 ] |
| XX             | Wystąpili: Janusz Rewiński, Iwona Biernacka, Barbara Wrzesińska, Czesław Majewski, Jerzy Bończak, Zbigniew Buczkowski, Witold Dębicki, Sylwester Maciejewski, Paweł Dłużewski.                                      |                      |                                 |        |

### Kabarety sylwestrowe
Pomiędzy zakończonym cyklem Kurtyna w górę a Kabaretem Olgi Lipińskiej (1990-2005) powstały jeszcze dwa programy specjalne w 1986 i 1987 roku, które były emitowane w sylwestrowe wieczory.
| Tytuł | Data premiery   | Dzień tygodnia i godzina emisji | Źródło |
| --- | --------------- | ------------------------------- | ------ |
| Kabaret sylwestrowy | 31 grudnia 1986 | środa 22:50                     | [ 44 ] |
| Wystąpili: Barbara Wrzesińska, Bohdan Smoleń, Tatiana Kwiatkowska, Olga Lipińska |                 |                                 |        |
| Wieczór sylwestrowy | 31 grudnia 1987 | czwartek 22:35                  | [ 46 ] |
| Wystąpili: Barbara Wrzesińska, Krystyna Sienkiewicz, Piotr Fronczewski, Jan Kobuszewski, Marek Kondrat, Wojciech Pokora, Jerzy Turek, Wiktor Zborowski, Dorota Furman, Ewa Małachowska, Hanna Śleszyńska, Jolanta Wesołowska, Czesław Majewski, Olga Lipińska |                 |                                 |        |

## Krytyka i kontrowersje
W czasach PRL kabaret budził szczególną niechęć u publicystów związanych z betonowym skrzydłem PZPR (m.in. Bożeny Krzywobłockiej). Do osób nieprzychylnych twórczości Lipińskiej zaliczali się także Stanisława Gierkowa i Zofia Gomułkowa. Zarzucano jej podważanie sukcesów PRL (por. kurtyna ciągle opadająca w dół), naigrawanie się z socjalizmu i promowanie „zgnilizny moralnej” w swoim programie.
W 1978 roku kabaret Lipińskiej zdjęto z anteny na osiem miesięcy za opowiedziany przez Jana Kobuszewskiego dowcip o pierogach: „Kto zamawiał ruskie? Nikt, same przyszli” – stało się to za interwencją ambasady radzieckiej, która dopatrzyła się w dowcipie aluzji do obecności wojsk radzieckich w Polsce.

## Kurtyna w góręna DVD
W 2008 roku ukazało się 21 odcinków Kabaretu Olgi Lipińskiej na siedmiu płytach DVD. Od 22 września 2008 roku premiery kolejnych albumów trafiały do sprzedaży co dwa tygodnie do salonów sieci Empik. Na siedmiu płytach znalazła się zdecydowana większość cyklu Kurtyna w górę (z wyjątkiem programów Duchy i Jak się nie kręć...), a także specjalne Kabarety Sylwestrowe z 1986 i 1987 roku oraz program Goście Studia 2 z 1977 roku.